# Tracing Back Roots
Tracing Back Roots es el tercer álbum de estudio de la banda estadounidense de metalcore We Came as Romans. Fue lanzado el 23 de julio de 2013 a través de Equal Vision Records. El álbum se caracteriza por el cambio de la banda de su característico sonido metalcore a un sonido más melódico y limpio impulsado por la voz, mientras que mantiene los elementos metalcore en todo momento. El álbum ha sido recibido con críticas favorables que elogian el mensaje de la banda "sal y haz algo con tu vida con propósito".
El álbum debutó en el número 8 en el Billboard 200 con 26,500 copias vendidas en la primera semana. A junio de 2015, este álbum ha vendido 79.000 copias en los Estados Unidos.

## Lista de canciones
| N.º | Título                                          | Duración |  |
| 1.  | «Tracing Back Roots»                            | 3:39     |  |
| 2.  | «Fade Away»                                     | 3:45     |  |
| 3.  | «I Survive» (con Aaron Gillespie)               | 4:09     |  |
| 4.  | «Ghosts»                                        | 3:27     |  |
| 5.  | «Present, Future, and Past»                     | 3:27     |  |
| 6.  | «Never Let Me Go»                               | 3:37     |  |
| 7.  | «Hope»                                          | 4:08     |  |
| 8.  | «Tell Me Now»                                   | 3:16     |  |
| 9.  | «A Moment»                                      | 3:49     |  |
| 10. | «I Am Free»                                     | 3:33     |  |
| 11. | «Through the Darkest Dark and Brightest Bright» | 3:44     |  |

Bonus tracks
| Target bonus tracks |                |          |  |
| N.º                 | Título         | Duración |  |
| 12.                 | «One Face»     | 3:11     |  |
| 13.                 | «Recklessness» | 3:08     |  |

## Posicionamiento en lista
| Lista (2013)                          | Posiciones |
| ------------------------------------- | ---------- |
| Estados Unidos (Billboard 200)        | 8          |
| Estados Unidos (Independent Albums)   | 1          |
| Estados Unidos (Top Hard Rock Albums) | 1          |
| Estados Unidos (Top Rock Albums)      | 2          |